# Comiphyton
Comiphyton là một chi thực vật có hoa trong họ Rhizophoraceae.

## Loài
Chi Comiphyton gồm các loài: